# Bure-les-Templiers
Bure-les-Templiers è un comune francese di 138 abitanti situato nel dipartimento della Côte-d'Or nella regione della Borgogna-Franca Contea.

## Società

### Evoluzione demografica
Abitanti censiti